# Urlo e non mi senti
Urlo e non mi senti è un brano musicale della cantante italiana Alessandra Amoroso, estratto come secondo singolo dal suo terzo album, Il mondo in un secondo. Il brano è stato scritto da Francesco Silvestre, mentre le musiche sono state composte dallo stesso Silvestre assieme a Enrico Zapparoli dei Modà, per la produzione di Pino Perris.

## Il brano
La pubblicazione viene annunciata dalla Sony tramite il sito ufficiale il 18 novembre 2010. Il brano nasce dalla collaborazione di Alessandra Amoroso con i Modà, ed in particolare con Francesco Silvestre. L'incontro fra i due artisti è avvenuto in occasione dei Wind Music Awards 2010, momento in cui Silvestre ha offerto la canzone alla cantante. Grazie al brano, viene confermato il discreto successo radiofonico della cantante.
Nel 2011 i Modà incidono la loro versione live nel loro album Viva i romantici.
Il brano viene incluso nella compilation Radio Italia Gold Edition nel 2015.

## Il video
Del singolo è stato realizzato anche un video musicale, pubblicato in anteprima su MSN all'inizio di dicembre 2010. Il video è stato girato da Marco Salom e Roberto "Saku" Cinardi ed è ambientato in uno studio di ripresa in Milano.

## Tracce
Download digitale
1. Urlo e non mi senti – 3:28 (testo: Francesco Silvestre – musica: Francesco Silvestre e Enrico Zapparoli)

## Classifiche
| Classifica (2010) | Posizione massima |
| ----------------- | ----------------- |
| Italia            | 27                |

## Versione spagnola
Grito y no Me Escuchas è un brano musicale della cantante italiana Alessandra Amoroso, versione tradotta in lingua spagnola del brano Urlo e non mi senti scritta da Francesco Silvestre, cantante dei Modà, contenuta nell'album Il mondo in un secondo, pubblicato dalla cantante nel 2010.

## Il brano
La pubblicazione del brano avviene il 15 maggio 2015 occupando per oltre sei settimane la classifica dei brani maggiormente trasmessi dalle radio latino - americane, in particolar modo in Messico, dove, partendo dalla posizione #44 nella prima settimana arriva fino a raggiungere la #22.

## Il video
Lo stesso giorno di pubblicazione del singolo, viene pubblicato anche il videoclip del singolo, diretto con la regia di Gaetano Morbioli e girato nel centro storico di Lecce. Il videoclip supera un milione di visualizzazioni.

## Tracce
Download digitale
1. Grito y no Me Escuchas – 3:31 (testo: Francesco Silvestre – musica: Francesco Silvestre e Enrico Zapparoli)